# Jimmy Forrest (musicista)
James Robert Jr. Forrest, detto Jimmy (Saint Louis, 24 gennaio 1920 – Grand Rapids, 26 agosto 1980), è stato un sassofonista statunitense di jazz.
Sassofonista dal suono forte e dotato di grande dinamismo, seppe integrare nel suo stile musicale umori di rhythm and blues con elementi bebop.

## Biografia
Nativo di St. Louis (Missouri) e figlio di una pianista di gospel, svolse i suoi primi impegni musicali in orchestre locali nei dintorni di St. Louis, in seguito, dal 1940 al 1942 suonò con l'orchestra
di Jay McShann (nella cui ensemble di quel periodo militava Charlie Parker), Andy Kirk (dal 1943 al 1947) e con Duke Ellington dal 1949 al 1950, negli anni cinquanta rientrò a St. Louis dove diresse 
proprie orchestre per poi essere ingaggiato nel quintetto del trombettista Harry Sweets Edison e nell'orchestra di Count Basie (1973-1978), tra i suoi successi Night Train (per un paio di mesi 
numero uno delle classifiche di Rhythm and Blues del 1952), incise come solista, circa una dozzina di album.

## Discografia
- 1951-1953 - Jimmy Forrest's Night Train (United Records)
- 1952 - Live at the Barrel (Prestige Records) con Miles Davis
- 1958-1962 - Soul Street (Prestige Records)
- 1959 - All the Gin Is Gone (Delmark Records)
- 1960 - Forrest Fire (Prestige Records)
- 1961 - Out of the Forrest (Prestige Records)
- 1961 - Sit Down and Relax with Jimmy Forrest (Prestige Records)
- 1961 - Most Much! (Prestige Records)
- 1972 - Black Forrest (Delmark Records)
- 1972 - Heart of the Forrest (Palo Alto Records)
- 1979 - Live at Rick's (Aviva Records) con Al Grey
- 1980 - O.D. (Out 'Dere) (Greyforrest Records) con Al Grey

## Collaborazioni
con Harry Sweets Edison
- 1958 - The Swinger (Verve Records)
- 1958 - Mr. Swing (Verve Records)
- 1958 - Sweetenings (Roulette Records)
- 1958 - Harry Edison Swings Buck Clayton and Vice Versa (Verve Records)
- 1960 - Parented by Edison (Roulette Records)

con Cat Anderson
- 1958 - Cat on a Hot Tin Horn (Mercury Records)

con Bennie Green
- 1959 - Swings the Blues (Enrica Records)
- 1960 - Bennie Green (Time Records)
- 1960 - Hornful of Soul (Bethlehem Records)

con Jo Jones
- 1960 - Jo Jones Sextet (Everest Records)

con Jack McDuff
- 1960 - Tough 'Duff (Prestige Records)
- 1961 - The Honeydripper (Prestige Records)

con Joe Williams
- 1961 - Together (Roulette Records)
- 1962 - A Swingin' Night at Birdland (Roulette Records)

con Blue Mitchell
- 1971 - Blue Mitchell (Mainstream Records)

con Count Basie
- 1974 - In Europe (LRC Records)
- 1976 - I Told You So (Pablo Records)
- 1977 - Montreux '77 (Pablo Records)

con Al Grey
- 1975 - Al Grey Featuring Arnett Cobb and Jimmy Forrest (Black & Blue Records)
- 1975 - Grey's Mood (Black & Blue Records)
- 1976 - Struttin' and Shoutin' (Columbia Records)

con Waymon Reed
- 1977 - 46th and 8th (Artist House Records)